# Lepisiota carbonaria
Lepisiota carbonaria är en myrart som först beskrevs av Carlo Emery 1892.  Lepisiota carbonaria ingår i släktet Lepisiota och familjen myror.

## Underarter
Arten delas in i följande underarter:
- L. c. baumi
- L. c. carbonaria